# Ziggurats
Ziggurats è un mixtape del rapper statunitense Mike Shinoda, pubblicato il 3 dicembre 2021 dalla Kenji Kobayashi Productions.

## Descrizione
Il disco si compone di un unico brano suddiviso in quattro parti ed è stato anticipato dal rapper nel mese di ottobre attraverso il suo server Discord, nel quale ha rivelato l'intenzione di distribuire un progetto composto da nuova musica dalle sonorità hip hop anni novanta accompagnato da NFT.
Il 2 dicembre 2021 Ziggurats è stato reso disponibile attraverso un sito apposito sotto forma di «mixtape NFT generativo», ovvero una serie composta da 50 000 diversi NFT contenenti la stessa traccia vocale ma base musicale e copertina differenti, per poi essere pubblicato nei principali negozi digitali di musica il giorno successivo.

## Tracce
Testi e musiche di Mike Shinoda.
1. Genius Bar – 2:21
2. Richard Bachman – 1:23
3. Cheat Codes – 0:43
4. Ctrl C Ctrl V – 2:17